# Sing the Changes
Sing the Changes è una canzone scritta da Paul McCartney estratta dall'album Electric Arguments dei Fireman, composti da McCartney e Youth. Il singolo è uscito il 16 dicembre del 2008.

## Esecuzioni dal vivo
Sing the Changes è ormai entrata di diritto nella scaletta degli show dal vivo dell'ex-Beatle. Tra le più famose, si ricordano l'esecuzione all'Ed Sullivan Theater e al Citi Field di New York City, registrata e pubblicata in Good Evening New York City, uscito nel 2009.
Youth ha eseguito il brano dal vivo una volta sola, al Museo del Rock di Catanzaro nel concerto tenuto assieme al chitarrista e cantante italiano Emilio Sorridente nel giugno del 2019.